# Пензенские затворники
Пензенские затворники — устоявшееся название существовавшей с 2006 по 2008 год религиозной группы, основанной Петром Кузнецовым (схимонахом Максимом). Сами они называли свою группу «Горним Иерусалимом» и считали себя православными христианами, но при этом не подчинялись ни одной из канонических поместных православных церквей. По словам местного священника РПЦ, участники религиозной группы заявили о себе, «что они христиане и что Церковь не выполняет возложенную на неё миссию, поэтому „конец света“ близок и они лишь спасают себя». Члены общины ожидали Второе пришествие. Они были противниками электронных кодов и ИНН — «печати антихриста», по причине чего не сменили советские паспорта на российские. Кроме того, в этой среде церковные иерархи обвинялись в апостасии. По утверждению некоторых СМИ, затворники принадлежали к одной из групп истинно-православных христиан (ИПЦ).
В октябре 2007 года 35 человек из этой группы ушли в добровольный затвор, поселившись в выкопанном ими же подземелье рядом с селом Никольское Бековского района Пензенской области. Там они ожидали конца света, который, по их мнению, должен был произойти в 2012 году в результате падения на землю кометы «Армагеддон»; позже дата конца света была изменена на май 2008 года. К 16 мая 2008 года все затворники, кроме двух умерших в землянке, вышли на поверхность земли. В декабре 2012 года из участников этой группы в Никольском осталась только одна семья и ещё несколько совместно переселились в Белоруссию. О дальнейшей деятельности этой религиозной группы сведений нет.
Пензенские затворники стали наиболее известным примером православных верующих, которые, ожидая скорого прихода антихриста, предпринимали попытки уйти от мира.

## Хроника событий
Религиозная группа начала формироваться весной 2006 года.
Затворничество началось в середине октября 2007 года, когда участники этой религиозной группы (включая 4 детей) спустились в подземные укрытия на окраине села Никольское и отказались выходить на поверхность, угрожая сжечь себя в случае насильственной эвакуации. С такой инициативой выступил лидер группы 43-летний Пётр Кузнецов, который сам не спустился под землю и 16 ноября 2007 года был арестован и помещён в Пензенскую областную психиатрическую больницу, как заявляют журналисты, с диагнозом «бредовое состояние личности». В дальнейшем против Петра Кузнецова было возбуждено два уголовных дела по статьям «создание религиозного или общественного объединения, деятельность которого сопряжена с насилием над гражданами или иным причинением вреда их здоровью» и «возбуждение ненависти либо вражды по религиозным и национальным признакам».
После его ареста группой подземных затворников руководила 82-летняя Ангелина Рукавишникова, которую её подчинённые называли игуменьей Антонией. Особую неприязнь участники группы испытывали к ИНН, считая его печатью дьявола.
В феврале 2008 года из-за упавшей свечи в землянке произошёл пожар, а в середине марта того же года — частичное обрушение из-за весенних паводков.
29 марта 2008 года появились сведения, что 7 затворниц вышли на поверхность, а 28 человек, в том числе дети, выходить отказались. 1 апреля землянку покинуло ещё 14 человек.
2 апреля, предводитель пензенских сектантов Пётр Кузнецов пытался покончить с собой. Его нашли в сарае на территории собственного дома и отвезли в больницу с черепно-мозговой травмой. Мотивом к суициду могло стать разочарование в том, что не наступил «конец света».
3 апреля оставшиеся под землёй затворники дали обет молчания. 9 апреля на поверхность вышел Виталий Недогон, который сообщил, что двое затворников умерли (от недоедания и рака) и были захоронены в пещере.
14 апреля обет молчания был нарушен. Наконец, 16 мая 2008 года последние затворники (8 мужчин и 1 женщина) покинули убежище.
В декабре 2012 года в Никольском из всех участников той религиозной группы оставался только Виталий Недогон с женой и тремя детьми; они по-прежнему отказывались от электричества и паспортов и ждали скорого конца света. Ещё несколько участников группы поселились в неназванной деревне в Белоруссии, остальные прекратили участие в этой религиозной группе. В ноябре 2014 года Пётр Кузнецов по-прежнему находился в психиатрической больнице на принудительном лечении, срок которого был тогда продлён судом ещё на полгода.

## Мнения и оценки
Архиепископ Пензенский и Кузнецкий Филарет в своём интервью 15 апреля 2008 года заявил, что считает неправильным применение термина «секта» по отношению к этой группе людей: «Это обычные православные христиане. Они не сектанты». Клирик Пензенской епархии игумен Климент (Родайкин) сообщил, что епархиальное начальство считает «закопавшихся» «православными людьми, из-за своего невежества попавшими под влияние психически ненормальных лидеров».
Миссионер, протодиакон РПЦ Андрей Кураев также заявил о том, что «никакие это не сектанты, это наши православные люди», «люди из пещеры сначала были нормальными православными людьми и лишь потом подпали под обаяние этого Петра Кузнецова» Он констатировал неадекватность информационной политики Русской православной церкви в то время:

Поражает контраст между тревогами прихожан, изрядной части монашества и части приходского духовенства с неизменно-юбилейным благодушием церковных верхов. Поражает несоответствие между многократно, постоянно декларируемой тревогой низов и крайне редкими реакциями со стороны церковного «официоза». Озабоченность, которую разделяет большое количество прихожан и даже духовенства, никак не становится болью епископата нашей Церкви. Насколько я могу вспомнить, в журнале Московской патриархии за все эти годы только однажды появилась публикация, посвященная объяснению здравой церковной позиции по поводу электронных документов, новых паспортов, ИНН, штрих-кодов. Если посмотреть епархиальную прессу, то мы окажемся в мире, живущем от юбилея к юбилею, от праздника к празднику. Реальная боль не отражается ни на страницах наших официальных изданий, ни на ежедневной постоянной проповеди епископата <…> Своё нежелание систематически выступать с обличениями иннэнисткой идеологии архиереи объясняют нежеланием привлекать внимание к проблеме, верой в то, что однажды сказанного весомого архипастырского слова достаточно, что в конце концов это же очевидная глупость… Тут считается, будто пастырски мудрым будет потерпеть, не обращать на это внимания, не озлоблять этих людей, не вести с ними полемику… Это очень странная надежда на то, что проблема сама собой рассосётся <…> Произошедшее в Погановке лишний раз показывает, что вроде бы маргинальные глупости могут реально травмировать человеческие судьбы <…> Надо заметить эту низовую религиозность, её катастрофическое отстояние от реального и высокого святоотеческого учения Церкви. Нужны серьёзные и систематические усилия для того, чтобы эту пропасть преодолеть. Пока же у нас, в какую церковную лавку при монастыре ни зайдёшь, перед твоими глазами — целые полки с книгами об антихристе, но практически нельзя найти в нашей церковной книготорговле книг о Христе. Предметом внимания, обсуждений, мысли, жизни у огромного количества людей становится именно антихрист, а не Христос. Но всякий раз, когда такого рода утрата христоцентричности и концентрация внимания на апокалипсисе, поиске антихриста встречалась в церковной истории, она приводила к катастрофам.
По мнению журналиста Павла Круга из «НГ-Религии», «если заклеймить „петровцев“ сектантами, ровно то же самое следует сделать по отношению к массе православных верующих, которые также убеждены в наличии трёх шестёрок в российском паспорте, в существовании мирового масонского заговора, в скором приходе антихриста и т. д. Такие настроения не редкость в православных общинах, особенно в монастырях. А признать огромную часть прихожан Русской Православной Церкви „деструктивной сектой“ ни церковный, ни светский истеблишмент явно не готов. Но и найти подходы к решению проблемы он не в состоянии».
Газета «Комсомольская правда» в номере от 8 декабря 2007 года озвучила альтернативную версию причин ухода этих верующих в подземные укрытия. Участница религиозной группы Елена Фетисова, которая не спустилась под землю вместе с затворниками и вернулась в Новочеркасск, сказала корреспонденту «Комсомольской правды» следующее:

— Лезть под землю ни у кого и в мыслях не было. Мы собирались молиться в этих пещерах, и всё. Но когда стали приходить местные дебоширы-алкоголики, стали собак убивать, били Виталия Недогона, приставали к его дочери, четырнадцатилетней Олечке, тогда и ушли…
— Пензенские затворники ушли под землю из-за побоев местных хулиганов? Комсомольская правда